# Composition des équipes au Championnat d'Europe masculin de volley-ball 2013

## Allemagne
| No                                       | Nom                                      | Date de naissance                        | Taille | Poids | Poste                        | Club                         |
| ---------------------------------------- | ---------------------------------------- | ---------------------------------------- | ------ | ----- | ---------------------------- | ---------------------------- |
| 1                                        | Christian Fromm                          | 15 août 1990                             | 204    | 99    | Réceptionneur-attaquant      | Pallavolo Città di Castello  |
| 2                                        | Markus Steuerwald                        | 7 mars 1989                              | 182    | 85    | Libero                       | Paris Volley                 |
| 3                                        | Sebastian Schwarz                        | 2 octobre 1985                           | 197    | 94    | Réceptionneur-attaquant      | TSV Unterhaching             |
| 4                                        | Simon Tischer                            | 24 avril 1982                            | 194    | 88    | Passeur                      | ASUL Lyon                    |
| 6                                        | Denis Kaliberda                          | 24 juin 1990                             | 193    | 95    | Réceptionneur-attaquant      | TSV Unterhaching             |
| 8                                        | Marcus Böhme                             | 25 août 1985                             | 211    | 116   | Central                      | TSV Unterhaching             |
| 9                                        | György Grozer                            | 24 novembre 1984                         | 200    | 102   | Attaquant                    | Belogorie Belgorod           |
| 10                                       | Jochen Schöps                            | 8 octobre 1983                           | 200    | 100   | Attaquant                    | Asseco Resovia Rzeszów       |
| 11                                       | Lukas Kampa                              | 29 novembre 1986                         | 196    | 90    | Passeur                      | Casa Modena                  |
| 12                                       | Ferdinand Tille                          | 8 décembre 1988                          | 185    | 75    | Libero                       | TSV Unterhaching             |
| 16                                       | Tom Strohbach                            | 27 mai 1992                              | 196    | 83    | Réceptionneur-attaquant      | Berlin Recycling Volleys     |
| 15                                       | Tim Broshog                              | 2 décembre 1987                          | 204    | 112   | Central                      | Moerser SC                   |
| 19                                       | Björn Höhne                              | 27 mars 1991                             | 193    | 90    | Réceptionneur-attaquant      | TV Bühl                      |
| 20                                       | Philipp Collin                           | 28 octobre 1990                          | 204    | 98    | Central                      | Tours Volley-Ball            |
|                                          |                                          |                                          |        |       |                              |                              |
| Encadrement technique                    | Encadrement technique                    |                                          |        |       | Légende                      | Légende                      |
| Entraîneur : Vital Heynen                | Entraîneur : Vital Heynen                | Entraîneur : Vital Heynen                |        |       | : Capitaine                  | : Capitaine                  |
| Entraîneur(s) adjoint(s) : Stefan Hübner | Entraîneur(s) adjoint(s) : Stefan Hübner | Entraîneur(s) adjoint(s) : Stefan Hübner |        |       | : Joueur blessé actuellement | : Joueur blessé actuellement |

## Belgique
| No                             | Nom                            | Date de naissance              | Taille | Poids | Poste                        | Club                         |
| ------------------------------ | ------------------------------ | ------------------------------ | ------ | ----- | ---------------------------- | ---------------------------- |
| 1                              | Bram Van den Dries             | 14 août 1989                   | 206    | 97    | Attaquant                    | Beauvais Oise UC             |
| 2                              | Hendrik Tuerlinckx             | 1er décembre 1987              | 195    | 84    | Attaquant                    | Knack Randstad Roeselare     |
| 3                              | Sam Deroo                      | 29 avril 1992                  | 201    | 95    | Réceptionneur-attaquant      | Casa Modena                  |
| 4                              | Pieter Coolman                 | 24 avril 1989                  | 198    | 92    | Central                      | Knack Randstad Roeselare     |
| 5                              | Frank Depestele                | 3 juillet 1977                 | 192    | 95    | Passeur                      | Beauvais Oise UC             |
| 6                              | Stijn Dejonckheere             | 21 janvier 1988                | 187    | 85    | Libero                       | Knack Randstad Roeselare     |
| 7                              | Gertjan Claes                  | 30 mars 1985                   | 191    | 80    | Réceptionneur-attaquant      | Knack Randstad Roeselare     |
| 8                              | Kévin Klinkenberg              | 4 octobre 1990                 | 197    | 87    | Réceptionneur-attaquant      | Tours Volley-Ball            |
| 9                              | Pieter Verhees                 | 8 décembre 1989                | 205    | 103   | Central                      | Andreoli Latina              |
| 10                             | Simon Van De Voorde            | 19 décembre 1989               | 208    | 94    | Central                      | Jastrzębski Węgiel           |
| 11                             | Matthijs Verhanneman           | 8 décembre 1988                | 198    | 98    | Réceptionneur-attaquant      | Knack Randstad Roeselare     |
| 12                             | Gert van Walle                 | 7 août 1987                    | 197    | 88    | Attaquant                    | Altotevere Città di Castello |
| 13                             | Tim Verschueren                | 24 décembre 1978               | 185    | 89    | Passeur                      | VC Euphony Asse-Lennik       |
| 14                             | Bert Derkoningen               | 10 juillet 1982                | 187    | 87    | Libero                       | Noliko Maaseik               |
|                                |                                |                                |        |       |                              |                              |
| Encadrement technique          | Encadrement technique          |                                |        |       | Légende                      | Légende                      |
| Entraîneur : Dominique Baeyens | Entraîneur : Dominique Baeyens | Entraîneur : Dominique Baeyens |        |       | : Capitaine                  | : Capitaine                  |
| Entraîneur(s) adjoint(s) :     | Entraîneur(s) adjoint(s) :     | Entraîneur(s) adjoint(s) :     |        |       | : Joueur blessé actuellement | : Joueur blessé actuellement |

## Biélorussie
| No                                       | Nom                                      | Date de naissance                        | Taille | Poids | Poste                        | Club                           |
| ---------------------------------------- | ---------------------------------------- | ---------------------------------------- | ------ | ----- | ---------------------------- | ------------------------------ |
| 1                                        | Andrei Radziuk                           | 23 mars 1990                             | 192    | 93    | Réceptionneur-attaquant      | Stroitel Mińsk                 |
| 2                                        | Pavel Audochanka                         | 13 janvier 1990                          | 204    | 94    | Attaquant                    | VK Chakhtior Salihorsk         |
| 3                                        | Viachaslau Charapovich                   | 8 février 1992                           | 199    | 100   | Attaquant                    | VK Chakhtior Salihorsk         |
| 4                                        | Siarhei Antanovich                       | 24 avril 1989                            | 194    | 96    | Réceptionneur-attaquant      | Istanbul Büyükşehir Belediyesi |
| 5                                        | Siarhei Busel                            | 30 mai 1989                              | 205    | 85    | Central                      | Stroitel Mińsk                 |
| 7                                        | Aleh Akhrem                              | 12 mars 1983                             | 196    | 93    | Réceptionneur-attaquant      | Asseco Resovia Rzeszów         |
| 8                                        | Dzmitri Zhehzdryn                        | 2 avril 1982                             | 207    | 92    | Central                      | VK Chakhtior Salihorsk         |
| 10                                       | Aliaksei Kurash                          | 1er juin 1988                            | 189    | 91    | Passeur                      | Kommunalnik Grodno             |
| 11                                       | Stanislau Zabarouski                     | 4 janvier 1988                           | 180    | 80    | Libero                       | Kommunalnik Grodno             |
| 12                                       | Artsiom Haramykin                        | 16 mai 1985                              | 194    | 90    | Passeur                      | Stroitel Mińsk                 |
| 13                                       | Dzmitry Likharad                         | 9 mai 1977                               | 186    | 80    | Libero                       | Stroitel Mińsk                 |
| 14                                       | Eduard Venski                            | 21 avril 1977                            | 202    | 90    | Central                      | Vammalan Lentopallo            |
| 15                                       | Oleg Mikanovich                          | 7 octobre 1975                           | 192    | 88    | Réceptionneur-attaquant      | Stroitel Mińsk                 |
| 17                                       | Maksim Marozau                           | 29 mai 1989                              | 205    | 97    | Central                      | VK Chakhtior Salihorsk         |
|                                          |                                          |                                          |        |       |                              |                                |
| Encadrement technique                    | Encadrement technique                    |                                          |        |       | Légende                      | Légende                        |
| Entraîneur : Viktor Sidelnikov           | Entraîneur : Viktor Sidelnikov           | Entraîneur : Viktor Sidelnikov           |        |       | : Capitaine                  | : Capitaine                    |
| Entraîneur(s) adjoint(s) : Viktar Beksha | Entraîneur(s) adjoint(s) : Viktar Beksha | Entraîneur(s) adjoint(s) : Viktar Beksha |        |       | : Joueur blessé actuellement | : Joueur blessé actuellement   |

## Bulgarie
| No                                       | Nom                                      | Date de naissance                        | Taille | Poids | Poste                        | Club                         |
| ---------------------------------------- | ---------------------------------------- | ---------------------------------------- | ------ | ----- | ---------------------------- | ---------------------------- |
| 1                                        | Georgi Bratoev                           | 21 octobre 1987                          | 202    | 98    | Passeur                      | Samotlor Nijnievartovsk      |
| 4                                        | Martin Bozhilov                          | 11 avril 1988                            | 188    | 81    | Libero                       | Marek Union Ivkoni Dupnitsa  |
| 5                                        | Svetoslav Gotsev                         | 31 août 1990                             | 205    | 93    | Central                      | VfB Friedrichshafen          |
| 6                                        | Danail Milushev                          | 3 février 1984                           | 200    | 93    | Attaquant                    | Spacer's Toulouse Volley     |
| 8                                        | Todor Skrimov                            | 9 janvier 1990                           | 192    | 82    | Réceptionneur-attaquant      | Andreoli Latina              |
| 9                                        | Dobromir Dimitrov                        | 7 juillet 1991                           | 198    | 81    | Passeur                      | Pirin Bałkanstroj Razłog     |
| 10                                       | Valentin Bratoev                         | 21 octobre 1987                          | 203    | 87    | Réceptionneur-attaquant      | VfB Friedrichshafen          |
| 12                                       | Viktor Yosifov                           | 16 octobre 1985                          | 204    | 95    | Central                      | VfB Friedrichshafen          |
| 13                                       | Teodor Salparov                          | 16 août 1982                             | 187    | 73    | Libero                       | ASUL Lyon                    |
| 14                                       | Teodor Todorov                           | 1er septembre 1989                       | 208    | 95    | Central                      | Gazprom-Iourga Sourgout      |
| 15                                       | Todor Aleksiev                           | 17 février 1986                          | 200    | 96    | Réceptionneur-attaquant      | Gazprom-Iourga Sourgout      |
| 17                                       | Nikolay Penchev                          | 22 mai 1992                              | 197    | 80    | Réceptionneur-attaquant      | Asseco Resovia Rzeszów       |
| 18                                       | Nikolay Nikolov (en)                     | 29 juillet 1986                          | 204    | 91    | Central                      | Matin Varamin                |
| 19                                       | Tsvetan Sokolov                          | 31 décembre 1989                         | 207    | 104   | Attaquant                    | Trentino Volley              |
|                                          |                                          |                                          |        |       |                              |                              |
| Encadrement technique                    | Encadrement technique                    |                                          |        |       | Légende                      | Légende                      |
| Entraîneur : Camillo Placi               | Entraîneur : Camillo Placi               | Entraîneur : Camillo Placi               |        |       | : Capitaine                  | : Capitaine                  |
| Entraîneur(s) adjoint(s) : Marco Camperi | Entraîneur(s) adjoint(s) : Marco Camperi | Entraîneur(s) adjoint(s) : Marco Camperi |        |       | : Joueur blessé actuellement | : Joueur blessé actuellement |

## Danemark
| No                                        | Nom                                       | Date de naissance                         | Taille | Poids | Poste                        | Club                            |
| ----------------------------------------- | ----------------------------------------- | ----------------------------------------- | ------ | ----- | ---------------------------- | ------------------------------- |
| 1                                         | Peter Jensen                              | 17 mars 1990                              | 198    | 92    | Réceptionneur-attaquant      | Maryenlist Odense               |
| 2                                         | Kristian Knudsen                          | 1er août 1979                             | 198    | 98    | Réceptionneur-attaquant      | Nancy Volley Maxéville-Jarville |
| 3                                         | Simon Bitsch                              | 22 décembre 1990                          | 196    | 92    | Réceptionneur-attaquant      | Middelfart VK                   |
| 4                                         | Sigurd Varming                            | 19 février 1994                           | 205    | 93    | Attaquant                    | Maryenlist Odense               |
| 5                                         | Simon Gade                                | 6 septembre 1991                          | 200    | 85    | Central                      | Holte IF                        |
| 6                                         | Aske Sørensen                             | 20 avril 1993                             | 197    | 78    | Central                      | Gentofte Volley                 |
| 8                                         | Axel Jacobsen                             | 10 juillet 1984                           | 196    | 85    | Passeur                      | TV Bühl                         |
| 12                                        | Mads Ditlevsen                            | 13 juin 1984                              | 198    | 94    | Attaquant                    | Topvolley Precura Antwerpen     |
| 13                                        | Peter Bonnesen                            | 16 mars 1993                              | 206    | 91    | Attaquant                    | VfB Friedrichshafen             |
| 14                                        | Casper Christiansen                       | 25 juin 1986                              | 197    | 93    | Réceptionneur-attaquant      | Nancy Volley Maxéville-Jarville |
| 16                                        | Martin Stenderup                          | 25 mars 1985                              | 194    | 88    | Passeur                      | Langhenkel Orion                |
| 18                                        | Rune Huss                                 | 18 mai 1989                               | 195    | 92    | Central                      | Gentofte Volley                 |
| 19                                        | Frederik Mikelsons                        | 18 avril 1991                             | 178    | 71    | Libero                       | Gentofte Volley                 |
| 20                                        | Thomas Pederssen                          | 12 janvier 1993                           | 202    | 85    | Central                      | Holte IF                        |
|                                           |                                           |                                           |        |       |                              |                                 |
| Encadrement technique                     | Encadrement technique                     |                                           |        |       | Légende                      | Légende                         |
| Entraîneur : Fred Sturm                   | Entraîneur : Fred Sturm                   | Entraîneur : Fred Sturm                   |        |       | : Capitaine                  | : Capitaine                     |
| Entraîneur(s) adjoint(s) : Martin Olafsen | Entraîneur(s) adjoint(s) : Martin Olafsen | Entraîneur(s) adjoint(s) : Martin Olafsen |        |       | : Joueur blessé actuellement | : Joueur blessé actuellement    |

## Finlande
| No                                       | Nom                                      | Date de naissance                        | Taille | Poids | Poste                        | Club                         |
| ---------------------------------------- | ---------------------------------------- | ---------------------------------------- | ------ | ----- | ---------------------------- | ---------------------------- |
| 2                                        | Eemi Tervaportti                         | 26 juillet 1989                          | 193    | 77    | Passeur                      | Knack Randstad Roeselare     |
| 3                                        | Mikko Esko                               | 3 septembre 1979                         | 198    | 89    | Passeur                      | Goubernia Nijni Novgorod     |
| 4                                        | Lauri Kerminen                           | 18 janvier 1993                          | 182    | 70    | Libero                       | Kokkolan Tiikerit            |
| 5                                        | Antti Siltala                            | 14 mars 1984                             | 193    | 90    | Réceptionneur-attaquant      | GFCO Ajaccio Volley-Ball     |
| 6                                        | Niklas Seppänen                          | 30 juin 1993                             | 192    | 85    | Réceptionneur-attaquant      | Kokkolan Tiikerit            |
| 10                                       | Urpo Sivula                              | 15 mars 1988                             | 195    | 100   | Réceptionneur-attaquant      | Kokkolan Tiikerit            |
| 11                                       | Juho Rajala                              | 6 août 1985                              | 181    | 73    | Libero                       | Raision Loimu                |
| 12                                       | Olli Kunnari                             | 2 février 1982                           | 197    | 85    | Réceptionneur-attaquant      | Vammalan Lentopallo          |
| 13                                       | Mikko Oivanen                            | 26 mai 1986                              | 197    | 92    | Attaquant                    | Fujian men's Volleyball Club |
| 14                                       | Konstantin Shumov                        | 15 février 1985                          | 205    | 101   | Central                      | Generali Haching             |
| 15                                       | Matti Oivanen                            | 26 mai 1986                              | 198    | 90    | Central                      | AZS Olsztyn                  |
| 18                                       | Jukka Lehtonen                           | 22 février 1982                          | 197    | 93    | Central                      | PV Lugano                    |
|                                          |                                          |                                          |        |       |                              |                              |
| Encadrement technique                    | Encadrement technique                    |                                          |        |       | Légende                      | Légende                      |
| Entraîneur : Tuomas Sammelvuo            | Entraîneur : Tuomas Sammelvuo            | Entraîneur : Tuomas Sammelvuo            |        |       | : Capitaine                  | : Capitaine                  |
| Entraîneur(s) adjoint(s) : Jaana Laurila | Entraîneur(s) adjoint(s) : Jaana Laurila | Entraîneur(s) adjoint(s) : Jaana Laurila |        |       | : Joueur blessé actuellement | : Joueur blessé actuellement |

## France
| No                                                                                     | Nom                                                                                    | Date de naissance                                                                      | Taille | Poids | Poste                        | Club                         |
| -------------------------------------------------------------------------------------- | -------------------------------------------------------------------------------------- | -------------------------------------------------------------------------------------- | ------ | ----- | ---------------------------- | ---------------------------- |
| 1                                                                                      | Jonas Aguenier                                                                         | 28 avril 1992                                                                          | 201    | 82    | Central                      | Nantes Rezé Métropole Volley |
| 2                                                                                      | Jenia Grebennikov                                                                      | 13 août 1990                                                                           | 188    | 74    | Libero                       | VfB Friedrichshafen          |
| 3                                                                                      | Gérald Hardy-Dessources                                                                | 9 février 1983                                                                         | 197    | 93    | Central                      | Tours Volley-Ball            |
| 4                                                                                      | Antonin Rouzier                                                                        | 18 août 1986                                                                           | 201    | 100   | Attaquant                    | Bre Banca Cuneo              |
| 5                                                                                      | Rafael Redwitz                                                                         | 12 août 1980                                                                           | 190    | 85    | Passeur                      | Montpellier UC               |
| 6                                                                                      | Benjamin Toniutti                                                                      | 30 octobre 1989                                                                        | 183    | 74    | Passeur                      | CMC Ravenne                  |
| 11                                                                                     | Julien Lyneel                                                                          | 15 avril 1990                                                                          | 192    | 85    | Réceptionneur-attaquant      | Montpellier UC               |
| 12                                                                                     | Earvin N'Gapeth                                                                        | 12 février 1991                                                                        | 194    | 93    | Réceptionneur-attaquant      | VK Kouzbass Kemerovo         |
| 14                                                                                     | Nicolas Le Goff                                                                        | 15 février 1992                                                                        | 204    | 97    | Central                      | Montpellier UC               |
| 15                                                                                     | Samuele Tuia                                                                           | 24 juillet 1986                                                                        | 195    | 95    | Réceptionneur-attaquant      | Skra Bełchatów               |
| 16                                                                                     | Kévin Tillie                                                                           | 2 novembre 1990                                                                        | 198    | 75    | Réceptionneur-attaquant      | CMC Ravenne                  |
| 18                                                                                     | Jean-François Exiga                                                                    | 9 mars 1982                                                                            | 176    | 75    | Libero                       | Tours Volley-Ball            |
| 20                                                                                     | Kévin Le Roux                                                                          | 11 mai 1989                                                                            | 209    | 95    | Central                      | Copra Piacenza               |
| 21                                                                                     | Mory Sidibé                                                                            | 17 juin 1987                                                                           | 193    | 92    | Attaquant                    | ACH Volley                   |
|                                                                                        |                                                                                        |                                                                                        |        |       |                              |                              |
| Encadrement technique                                                                  | Encadrement technique                                                                  |                                                                                        |        |       | Légende                      | Légende                      |
| Entraîneur : Laurent Tillie                                                            | Entraîneur : Laurent Tillie                                                            | Entraîneur : Laurent Tillie                                                            |        |       | : Capitaine                  | : Capitaine                  |
| Entraîneur(s) adjoint(s) : Arnaud Josserand Entraîneur(s) adjoint(s) : Jocelyn Trillon | Entraîneur(s) adjoint(s) : Arnaud Josserand Entraîneur(s) adjoint(s) : Jocelyn Trillon | Entraîneur(s) adjoint(s) : Arnaud Josserand Entraîneur(s) adjoint(s) : Jocelyn Trillon |        |       | : Joueur blessé actuellement | : Joueur blessé actuellement |
| Manager général : Frédéric Trouvé                                                      |                                                                                        |                                                                                        |        |       |                              |                              |

## Italie
| No                                         | Nom                                        | Date de naissance                          | Taille | Poids | Poste                        | Club                         |
| ------------------------------------------ | ------------------------------------------ | ------------------------------------------ | ------ | ----- | ---------------------------- | ---------------------------- |
| 1                                          | Thomas Beretta                             | 18 avril 1990                              | 205    | 105   | Attaquant                    | Casa Modena                  |
| 2                                          | Jiri Kovar                                 | 10 avril 1989                              | 202    | 95    | Réceptionneur-attaquant      | Lube Banca Marche Macerata   |
| 3                                          | Simone Parodi                              | 16 juin 1986                               | 196    | 82    | Réceptionneur-attaquant      | Lube Banca Marche Macerata   |
| 4                                          | Luca Vettori                               | 26 avril 1991                              | 200    | 95    | Réceptionneur-attaquant      | Copra Elior Piacenza         |
| 9                                          | Ivan Zaytsev                               | 2 octobre 1988                             | 202    | 92    | Réceptionneur-attaquant      | Lube Banca Marche Macerata   |
| 10                                         | Filippo Lanza                              | 3 mars 1991                                | 198    | 98    | Réceptionneur-attaquant      | Trentino Diatec              |
| 11                                         | Cristian Savani                            | 22 février 1982                            | 195    | 95    | Réceptionneur-attaquant      | Shanghai Tang Dynasty        |
| 12                                         | Daniele Mazzone                            | 4 juin 1992                                | 208    | 88    | Central                      | Pallavolo Molfetta           |
| 13                                         | Dragan Travica                             | 28 août 1986                               | 200    | 94    | Passeur                      | Belogorie Belgorod           |
| 14                                         | Matteo Piano                               | 24 octobre 1990                            | 208    | 102   | Central                      | Pallavolo Città di Castello  |
| 15                                         | Emanuele Birarelli                         | 8 février 1981                             | 202    | 95    | Central                      | Trentino Diatec              |
| 17                                         | Andrea Giovi                               | 19 août 1983                               | 183    | 80    | Libero                       | Zenit Kazan                  |
| 18                                         | Davide Saitta                              | 23 juin 1987                               | 182    | 92    | Passeur                      | Pallavolo Molfetta           |
| 20                                         | Salvatore Rossini                          | 13 juillet 1986                            | 185    | 82    | Libero                       | Andreoli Latina              |
|                                            |                                            |                                            |        |       |                              |                              |
| Encadrement technique                      | Encadrement technique                      |                                            |        |       | Légende                      | Légende                      |
| Entraîneur : Mauro Berruto                 | Entraîneur : Mauro Berruto                 | Entraîneur : Mauro Berruto                 |        |       | : Capitaine                  | : Capitaine                  |
| Entraîneur(s) adjoint(s) : Andrea Brogioni | Entraîneur(s) adjoint(s) : Andrea Brogioni | Entraîneur(s) adjoint(s) : Andrea Brogioni |        |       | : Joueur blessé actuellement | : Joueur blessé actuellement |

## Pays-Bas
| No                                       | Nom                                      | Date de naissance                        | Taille | Poids | Poste                        | Club                         |
| ---------------------------------------- | ---------------------------------------- | ---------------------------------------- | ------ | ----- | ---------------------------- | ---------------------------- |
| 1                                        | Nimir Abdel-Aziz                         | 15 août 1990                             | 201    | 83    | Passeur                      | Ziraat Bankası Ankara        |
| 2                                        | Nico Freriks                             | 22 décembre 1981                         | 192    | 85    | Passeur                      | Moerser SC                   |
| 4                                        | Thijs Ter Horst                          | 18 septembre 1991                        | 204    | 90    | Réceptionneur-attaquant      | Calzedonia Vérone            |
| 5                                        | Jelte Maan                               | 19 mars 1986                             | 190    | 86    | Réceptionneur-attaquant      | Noliko Maaseik               |
| 7                                        | Gijs Jorna                               | 30 mai 1989                              | 198    | 85    | Libero                       | Topvolley Precura Antwerpen  |
| 8                                        | Sebastiaan van Bemmelen                  | 18 août 1989                             | 207    | 87    | Central                      | Topvolley Precura Antwerpen  |
| 10                                       | Jeroen Rauwerdink                        | 13 septembre 1985                        | 200    | 93    | Réceptionneur-attaquant      | Bre Banca Lannutti Cuneo     |
| 12                                       | Wytze Kooistra                           | 3 juin 1982                              | 209    | 102   | Central                      | Czarni Radom                 |
| 13                                       | Maarten Van Garderen                     | 24 janvier 1990                          | 200    | 88    | Réceptionneur-attaquant      | Beauvais Oise UC             |
| 14                                       | Niels Klapwijk                           | 19 septembre 1985                        | 200    | 92    | Attaquant                    | CMC Ravenne                  |
| 15                                       | Thomas Koelewijn                         | 18 décembre 1988                         | 207    | 100   | Central                      | Topvolley Precura Antwerpen  |
| 16                                       | Robin Overbeeke                          | 21 mars 1989                             | 197    | 85    | Attaquant                    | VC Euphony Asse-Lennik       |
| 17                                       | Rob Bontje                               | 12 mai 1981                              | 206    | 94    | Central                      | Jastrzębski Węgiel           |
| 18                                       | Robbert Andringa                         | 28 avril 1990                            | 194    | 78    | Libero                       | VC Euphony Asse-Lennik       |
|                                          |                                          |                                          |        |       |                              |                              |
| Encadrement technique                    | Encadrement technique                    |                                          |        |       | Légende                      | Légende                      |
| Entraîneur : Edwin Benne                 | Entraîneur : Edwin Benne                 | Entraîneur : Edwin Benne                 |        |       | : Capitaine                  | : Capitaine                  |
| Entraîneur(s) adjoint(s) : Henk-Jan Held | Entraîneur(s) adjoint(s) : Henk-Jan Held | Entraîneur(s) adjoint(s) : Henk-Jan Held |        |       | : Joueur blessé actuellement | : Joueur blessé actuellement |

## Pologne
| No                                        | Nom                                       | Date de naissance                         | Taille | Poids | Poste                        | Club                         |
| ----------------------------------------- | ----------------------------------------- | ----------------------------------------- | ------ | ----- | ---------------------------- | ---------------------------- |
| 1                                         | Piotr Nowakowski                          | 18 décembre 1987                          | 205    |       | Central                      | Asseco Resovia Rzeszów       |
| 2                                         | Michał Winiarski                          | 28 septembre 1983                         | 200    |       | Réceptionneur-attaquant      | Fakel Novy Ourengoï          |
| 6                                         | Bartosz Kurek                             | 29 août 1988                              | 205    |       | Réceptionneur-attaquant      | Lube Banca Marche Macerata   |
| 7                                         | Jakub Jarosz                              | 10 février 1987                           | 195    |       | Attaquant                    | Trefl Gdańsk                 |
| 8                                         | Andrzej Wrona                             | 27 décembre 1988                          | 205    |       | Central                      | PGE Skra Bełchatów           |
| 10                                        | Łukasz Wiśniewski                         | 3 février 1989                            | 198    |       | Central                      | ZAKSA Kędzierzyn-Koźle       |
| 11                                        | Fabian Drzyzga                            | 3 janvier 1990                            | 196    |       | Passeur                      | Asseco Resovia Rzeszów       |
| 13                                        | Michał Kubiak                             | 23 février 1988                           | 191    |       | Réceptionneur-attaquant      | Jastrzębski Węgiel           |
| 14                                        | Michał Ruciak                             | 22 août 1983                              | 189    |       | Réceptionneur-attaquant      | ZAKSA Kędzierzyn-Koźle       |
| 15                                        | Łukasz Żygadło                            | 2 août 1979                               | 200    |       | Passeur                      | Zenit Kazan                  |
| 17                                        | Paweł Zatorski                            | 21 août 1990                              | 184    |       | Libero                       | PGE Skra Bełchatów           |
| 18                                        | Marcin Możdżonek                          | 9 février 1985                            | 211    |       | Central                      | ZAKSA Kędzierzyn-Koźle       |
| 21                                        | Damian Wojtaszek                          | 7 septembre 1988                          | 180    |       | Libero                       | Jastrzębski Węgiel           |
| 22                                        | Grzegorz Bociek                           | 6 juin 1991                               | 209    |       | Attaquant                    | ZAKSA Kędzierzyn-Koźle       |
|                                           |                                           |                                           |        |       |                              |                              |
| Encadrement technique                     | Encadrement technique                     |                                           |        |       | Légende                      | Légende                      |
| Entraîneur : Andrea Anastasi              | Entraîneur : Andrea Anastasi              | Entraîneur : Andrea Anastasi              |        |       | : Capitaine                  | : Capitaine                  |
| Entraîneur(s) adjoint(s) : Andrea Gardini | Entraîneur(s) adjoint(s) : Andrea Gardini | Entraîneur(s) adjoint(s) : Andrea Gardini |        |       | : Joueur blessé actuellement | : Joueur blessé actuellement |

## Russie
| No                                       | Nom                                      | Date de naissance                        | Taille | Poids | Poste                        | Club                         |
| ---------------------------------------- | ---------------------------------------- | ---------------------------------------- | ------ | ----- | ---------------------------- | ---------------------------- |
| 2                                        | Sergueï Makarov                          | 28 mars 1980                             | 196    | 97    | Passeur                      | VK Kouzbass Kemerovo         |
| 3                                        | Nikolaï Apalikov                         | 26 août 1982                             | 203    | 103   | Central                      | Zenit Kazan                  |
| 5                                        | Sergueï Grankine                         | 21 janvier 1985                          | 195    | 96    | Passeur                      | Dinamo Moscou                |
| 6                                        | Ievgeni Sivojelez                        | 6 août 1986                              | 196    | 90    | Réceptionneur-attaquant      | Zenit Kazan                  |
| 7                                        | Nikolaï Pavlov                           | 22 mai 1982                              | 196    | 93    | Attaquant                    | Dinamo Moscou                |
| 9                                        | Alekseï Spiridonov                       | 26 juin 1988                             | 196    | 96    | Réceptionneur-attaquant      | Fakel Novy Ourengoï          |
| 10                                       | Ilia Jiline                              | 10 mai 1985                              | 196    | 80    | Réceptionneur-attaquant      | Lokomotiv Novossibirsk       |
| 11                                       | Andreï Achtchev                          | 10 mai 1983                              | 202    | 105   | Central                      | Dinamo Krasnodar             |
| 13                                       | Dmitri Muserski                          | 29 octobre 1988                          | 218    | 104   | Central                      | Belogorie Belgorod           |
| 14                                       | Artiom Volvitch                          | 22 janvier 1990                          | 208    | 96    | Central                      | Lokomotiv Novossibirsk       |
| 15                                       | Dmitri Ilinykh                           | 31 janvier 1987                          | 201    | 92    | Réceptionneur-attaquant      | Belogorie Belgorod           |
| 16                                       | Alekseï Verbov                           | 31 janvier 1982                          | 183    | 79    | Libero                       | Zenit Kazan                  |
| 17                                       | Maksim Mikhaïlov                         | 19 mars 1988                             | 202    | 103   | Attaquant                    | Zenit Kazan                  |
| 20                                       | Artem Iermakov                           | 6 mars 1982                              | 188    | 80    | Libero                       | Dinamo Moscou                |
|                                          |                                          |                                          |        |       |                              |                              |
| Encadrement technique                    | Encadrement technique                    |                                          |        |       | Légende                      | Légende                      |
| Entraîneur : Andreï Voronkov             | Entraîneur : Andreï Voronkov             | Entraîneur : Andreï Voronkov             |        |       | : Capitaine                  | : Capitaine                  |
| Entraîneur(s) adjoint(s) : Sergio Busato | Entraîneur(s) adjoint(s) : Sergio Busato | Entraîneur(s) adjoint(s) : Sergio Busato |        |       | : Joueur blessé actuellement | : Joueur blessé actuellement |

## Serbie
| No                                         | Nom                                        | Date de naissance                          | Taille | Poids | Poste                        | Club                         |
| ------------------------------------------ | ------------------------------------------ | ------------------------------------------ | ------ | ----- | ---------------------------- | ---------------------------- |
| 1                                          | Nikola Kovačević                           | 14 février 1983                            | 193    | 78    | Réceptionneur-attaquant      | Oural Oufa                   |
| 3                                          | Marko Ivović                               | 22 décembre 1990                           | 200    | 89    | Réceptionneur-attaquant      | Paris Volley                 |
| 4                                          | Nemanja Petrić                             | 28 juillet 1987                            | 202    | 86    | Réceptionneur-attaquant      | Sir Safety Perugia           |
| 5                                          | Vlado Petković                             | 6 janvier 1983                             | 198    | 97    | Passeur                      | Shahrdari Urmia              |
| 7                                          | Dragan Stanković                           | 18 octobre 1985                            | 205    | 90    | Central                      | Lube Banca Marche Macerata   |
| 8                                          | Filip Vujić                                | 17 octobre 1990                            | 191    | 85    | Libero                       | Crvena Zvezda Belgrad        |
| 9                                          | Nikola Jovović                             | 13 février 1992                            | 197    | 75    | Passeur                      | VfB Friedrichshafen          |
| 10                                         | Miloš Nikić                                | 31 mars 1986                               | 194    | 79    | Réceptionneur-attaquant      | Goubernia Nijni Novgorod     |
| 12                                         | Milan Rašić                                | 2 février 1985                             | 205    | 88    | Central                      | ACH Volley Lublana           |
| 14                                         | Aleksandar Atanasijević                    | 4 septembre 1991                           | 200    | 92    | Attaquant                    | Sir Safety Perugia           |
| 15                                         | Saša Starović                              | 19 octobre 1988                            | 207    | 89    | Attaquant                    | Lube Banca Marche Macerata   |
| 18                                         | Marko Podraščanin                          | 29 août 1997                               | 204    | 92    | Central                      | Lube Banca Marche Macerata   |
| 19                                         | Nikola Rosić                               | 5 août 1984                                | 192    | 85    | Libero                       | PV Lugano                    |
| 20                                         | Srećko Lisinac                             | 17 mai 1992                                | 205    | 79    | Central                      | Berlin Recycling Volleys     |
|                                            |                                            |                                            |        |       |                              |                              |
| Encadrement technique                      | Encadrement technique                      |                                            |        |       | Légende                      | Légende                      |
| Entraîneur : Igor Kolaković                | Entraîneur : Igor Kolaković                | Entraîneur : Igor Kolaković                |        |       | : Capitaine                  | : Capitaine                  |
| Entraîneur(s) adjoint(s) : Strahinja Kozić | Entraîneur(s) adjoint(s) : Strahinja Kozić | Entraîneur(s) adjoint(s) : Strahinja Kozić |        |       | : Joueur blessé actuellement | : Joueur blessé actuellement |

## Slovaquie
| No                                | Nom                            | Date de naissance              | Taille | Poids | Poste                        | Club                          |
| --------------------------------- | ------------------------------ | ------------------------------ | ------ | ----- | ---------------------------- | ----------------------------- |
| 1                                 | Milan Bencz                    | 5 septembre 1987               | 206    | 99    | Attaquant                    | Pallavolo Atripalda           |
| 2                                 | Michal Masný                   | 14 août 1979                   | 182    | 75    | Passeur                      | Jastrzębski Węgiel            |
| 3                                 | Emanuel Kohút                  | 21 juillet 1982                | 206    | 97    | Central                      | Bre Banca Lannutti Cuneo      |
| 6                                 | Róbert Hupka                   | 30 juillet 1981                | 194    | 92    | Réceptionneur-attaquant      | VK Jihostroj České Budějovice |
| 9                                 | Roman Ondrušek                 | 6 février 1980                 | 191    | 84    | Libero                       | Cambrai Volley-Ball           |
| 10                                | Martin Nemec                   | 31 juillet 1984                | 200    | 96    | Attaquant                    | Incheon Korean Air Jumbos     |
| 12                                | Matej Pátak                    | 8 juin 1990                    | 197    | 88    | Réceptionneur-attaquant      | Beauvais Oise UC              |
| 13                                | Štefan Chrtiansky Jr           | 17 août 1989                   | 207    | 100   | Réceptionneur-attaquant      | Nantes Rezé MV                |
| 14                                | Tomáš Kmeť                     | 1er décembre 1981              | 202    | 96    | Central                      | Berlin Recycling Volleys      |
| 15                                | Juraj Zaťko                    | 5 juin 1987                    | 192    | 87    | Passeur                      | AZS Politechnika Warszawska   |
| 17                                | František Ogurčák              | 24 avril 1984                  | 199    | 85    | Réceptionneur-attaquant      | Tonno Callipo Vibo Valentia   |
| 19                                | Michal Hruška                  | 13 mars 1987                   | 198    | 92    | Central                      | SK Posojilnica Aich/Dob       |
|                                   |                                |                                |        |       |                              |                               |
| Encadrement technique             | Encadrement technique          |                                |        |       | Légende                      | Légende                       |
| Entraîneur : Štefan Chrtiansky    | Entraîneur : Štefan Chrtiansky | Entraîneur : Štefan Chrtiansky |        |       | : Capitaine                  | : Capitaine                   |
| Entraîneur(s) adjoint(s) :        | Entraîneur(s) adjoint(s) :     | Entraîneur(s) adjoint(s) :     |        |       | : Joueur blessé actuellement | : Joueur blessé actuellement  |
| Manager général : Andrej Kravárik |                                |                                |        |       |                              |                               |

## Slovénie
| No                                      | Nom                                     | Date de naissance                       | Taille | Poids | Poste                        | Club                         |
| --------------------------------------- | --------------------------------------- | --------------------------------------- | ------ | ----- | ---------------------------- | ---------------------------- |
| 1                                       | Andrej Flajs                            | 11 mars 1983                            | 191    | 84    | Réceptionneur-attaquant      | ACH Volley Ljubljana         |
| 2                                       | Alen Pajenk                             | 23 avril 1986                           | 203    | 92    | Central                      | Jastrzębski Węgiel           |
| 5                                       | Alen Šket                               | 28 mars 1983                            | 203    | 90    | Attaquant                    | Casa Modena                  |
| 6                                       | Mitja Gasparini                         | 26 juin 1984                            | 200    | 90    | Attaquant                    | Vérone                       |
| 7                                       | Matevž Kamnik                           | 24 novembre 1987                        | 201    | 90    | Central                      | Arkas Spor                   |
| 8                                       | Miha Plot                               | 11 mai 1987                             | 182    | 78    | Libero                       | VC Euphony Asse-Lennik       |
| 9                                       | Dejan Vinčić                            | 15 septembre 1986                       | 200    | 91    | Passeur                      | Maliye Milli Piyango         |
| 11                                      | Danijel Koncilja                        | 4 septembre 1990                        | 201    | 92    | Central                      | SK Posojilnica Aich/Dob      |
| 13                                      | Tine Urnaut                             | 3 septembre 1988                        | 199    | 87    | Réceptionneur-attaquant      | Arkas Spor                   |
| 14                                      | Jan Pokeršnik                           | 15 décembre 1989                        | 199    | 83    | Réceptionneur-attaquant      | ACH Volley Ljubljana         |
| 15                                      | Matej Vidič                             | 6 novembre 1986                         | 207    | 92    | Central                      | ACH Volley Ljubljana         |
| 16                                      | Gregor Ropret                           | 1er mars 1989                           | 192    | 83    | Passeur                      | ACH Volley Ljubljana         |
| 17                                      | Jani Kovačič                            | 14 juin 1992                            | 185    | 80    | Libero                       | SK Posojilnica Aich/Dob      |
| 18                                      | Klemen Čebulj                           | 21 février 1992                         | 200    | 87    | Réceptionneur-attaquant      | CMC Ravenne                  |
|                                         |                                         |                                         |        |       |                              |                              |
| Encadrement technique                   | Encadrement technique                   |                                         |        |       | Légende                      | Légende                      |
| Entraîneur : Luka Slabe                 | Entraîneur : Luka Slabe                 | Entraîneur : Luka Slabe                 |        |       | : Capitaine                  | : Capitaine                  |
| Entraîneur(s) adjoint(s) : Gašper Ribič | Entraîneur(s) adjoint(s) : Gašper Ribič | Entraîneur(s) adjoint(s) : Gašper Ribič |        |       | : Joueur blessé actuellement | : Joueur blessé actuellement |

## Tchéquie
| No                                        | Nom                                       | Date de naissance                         | Taille | Poids | Poste                        | Club                         |
| ----------------------------------------- | ----------------------------------------- | ----------------------------------------- | ------ | ----- | ---------------------------- | ---------------------------- |
| 1                                         | Michal Finger                             | 2 septembre 1993                          | 200    | 90    | Réceptionneur-attaquant      | Volley team ČZU Prague       |
| 3                                         | Ondřej Boula                              | 22 novembre 1978                          | 195    | 95    | Passeur                      | VK Chakhtior Salihorsk       |
| 4                                         | Tomáš Hýský                               | 2 novembre 1983                           | 203    | 93    | Réceptionneur-attaquant      | VK Dukla Liberec             |
| 5                                         | Jiří Král                                 | 8 juillet 1981                            | 202    | 103   | Central                      | Beauvais Oise UC             |
| 7                                         | Aleš Holubec                              | 13 mars 1984                              | 200    | 90    | Central                      | Nantes Rezé MV               |
| 9                                         | Ondřej Hudeček                            | 9 mai 1981                                | 195    | 89    | Réceptionneur-attaquant      | Beauvais Oise UC             |
| 10                                        | Václav Kopáček                            | 21 octobre 1982                           | 182    | 81    | Libero                       | VK Dukla Liberec             |
| 12                                        | David Juračka                             | 27 mai 1989                               | 182    | 77    | Libero                       | VO Příbram                   |
| 13                                        | Kamil Baránek                             | 2 mai 1983                                | 198    | 85    | Réceptionneur-attaquant      | Tours Volley-Ball            |
| 14                                        | Adam Bartoš                               | 27 avril 1992                             | 198    | 83    | Réceptionneur-attaquant      | VSC Zlín                     |
| 15                                        | Jan Štokr                                 | 16 janvier 1983                           | 206    | 110   | Attaquant                    | Dinamo Krasnodar             |
| 16                                        | Tomáš Široký                              | 26 octobre 1982                           | 196    | 100   | Central                      | VSK VŠB-TU Ostrava           |
| 17                                        | David Konečný                             | 10 octobre 1982                           | 193    | 96    | Attaquant                    | Tours Volley-Ball            |
| 18                                        | Lukáš Ticháček                            | 12 janvier 1982                           | 193    | 84    | Passeur                      | Asseco Resovia Rzeszów       |
|                                           |                                           |                                           |        |       |                              |                              |
| Encadrement technique                     | Encadrement technique                     |                                           |        |       | Légende                      | Légende                      |
| Entraîneur : Steward Bernard              | Entraîneur : Steward Bernard              | Entraîneur : Steward Bernard              |        |       | : Capitaine                  | : Capitaine                  |
| Entraîneur(s) adjoint(s) : Zdeněk Šmejkal | Entraîneur(s) adjoint(s) : Zdeněk Šmejkal | Entraîneur(s) adjoint(s) : Zdeněk Šmejkal |        |       | : Joueur blessé actuellement | : Joueur blessé actuellement |

## Turquie
| No                                    | Nom                                   | Date de naissance                     | Taille | Poids | Poste                        | Club                           |
| ------------------------------------- | ------------------------------------- | ------------------------------------- | ------ | ----- | ---------------------------- | ------------------------------ |
| 1                                     | Ulaş Kıyak                            | 18 avril 1990                         | 187    | 76    | Passeur                      | Galatasaray                    |
| 2                                     | Kemal Kıvanç Elgaz                    | 1er janvier 1986                      | 200    | 90    | Attaquant                    | Galatasaray                    |
| 4                                     | Metin Toy                             | 3 mai 1994                            | 202    | 95    | Attaquant                    | Fenerbahçe                     |
| 5                                     | Hasan Yeşilbudak                      | 11 janvier 1990                       | 190    | 84    | Libero                       | Arkas Spor                     |
| 6                                     | Kemal Kayhan                          | 2 janvier 1983                        | 200    | 94    | Central                      | Fenerbahçe                     |
| 7                                     | Can Ayvazoğlu                         | 14 septembre 1979                     | 190    | 89    | Réceptionneur-attaquant      | Halkbank                       |
| 10                                    | Emre Batur                            | 21 avril 1988                         | 199    | 91    | Central                      | Halkbank                       |
| 11                                    | Gökhan Gökgöz                         | 6 janvier 1993                        | 200    | 80    | Réceptionneur-attaquant      | Arkas Spor                     |
| 12                                    | Halil İbrahim Yücel                   | 24 novembre 1989                      | 196    | 90    | Réceptionneur-attaquant      | Halkbank                       |
| 13                                    | Emin Gök                              | 15 février 1988                       | 204    | 96    | Central                      | Arkas Spor                     |
| 15                                    | Mustafa Koç                           | 23 février 1992                       | 200    | 95    | Central                      | Arkas Spor                     |
| 17                                    | Murat Yenipazar                       | 1er janvier 1993                      | 193    | 74    | Réceptionneur-attaquant      | Istanbul Büyükşehir Belediyesi |
|                                       |                                       |                                       |        |       |                              |                                |
| Encadrement technique                 | Encadrement technique                 |                                       |        |       | Légende                      | Légende                        |
| Entraîneur : Emanuele Zanini          | Entraîneur : Emanuele Zanini          | Entraîneur : Emanuele Zanini          |        |       | : Capitaine                  | : Capitaine                    |
| Entraîneur(s) adjoint(s) : Taner Atik | Entraîneur(s) adjoint(s) : Taner Atik | Entraîneur(s) adjoint(s) : Taner Atik |        |       | : Joueur blessé actuellement | : Joueur blessé actuellement   |